# Be Affected
「Be Affected」（ビー・アフェクテッド）は、西川貴教とFear, and Loathing in Las Vegasによる楽曲。2018年10月5日にSony Music Records (Sony Music Labels)より配信。

## 概要
西川貴教にとって約半年ぶりとなる作品。またFear, and Loathing in Las Vegasにとっては今作が自身初となるコラボ楽曲となった。
本作はテレビアニメ『学園BASARA』のテーマソングとして起用された。
西川は「久々の！そして、念願のアニメ「学園BASARA」がスタートすることに喜びが隠せません！今回の「学園BASARA」はスピンオフですし、これまでのアニメやゲームとは違った作品になると思いますが、そこは僕自身も純粋に楽しみたいと思っています。だからこそ今回は、今までとは違ったアプローチで楽曲提供したいと思い、以前から親交があったFear, and Loathing in Las Vegasとコラボレーションさせてもらいました。「学園BASARA」同様、楽曲にも期待していただけると嬉しいです。」と、Fear, and Loathing in Las Vegasは「なんと今回西川さんからオファーをいただき、ラスベガスとしてはバンド史上初めてとなる楽曲コラボに挑戦することになりました！貴重な機会を頂き本当に感謝しています！ラスベガスのトラックに西川さんの歌が入ったことで起きた化学反応、是非聞いてみてください！」とそれぞれコメントしている。

## 収録曲
| #         | タイトル                      | 作詞・作曲・編曲                | 時間 |
| --------- | ----------------------------- | ------------------------------- | ---- |
| 1.        | 「Be Affected」               | Fear, and Loathing in Las Vegas | 3:11 |
| 2.        | 「Be Affected」(Instrumental) |                                 | 3:11 |
| 合計時間: | 合計時間:                     | 合計時間:                       | 6:22 |

## タイアップ
Be Affected
- テレビアニメ『学園BASARA』エンディングテーマ
- テレビ番組『ウソかホントかわからない やりすぎ都市伝説スペシャル2018秋』オープニングテーマ

## 収録アルバム
Be Affected
- 『SINGularity』

## 演奏
- 西川貴教 : Vocal
- So : Vocal
- Minami : Vocal, Keyboard
- Taiki : Guitar, Vocal, Chorus
- Tomonori : Drums
- Kei : Bass Guitar